# ИМ1821ВМ85А
ИМ1821ВМ85А — 8-разрядный микропроцессор, функциональный аналог микропроцессора Intel 80С85А. Микропроцессор ИМ1821ВМ85А является основным элементом микропроцессорного комплекта серии 1821. Комплект 1821 выпускается по настоящее время. Используется в различных ЭВМ специального (аэрокосмического, военного и др.) назначения.
Производитель — ОАО «НЗПП с ОКБ», г. Новосибирск.

## Характеристики
Технология — КМОП, 3 мкм. Средняя тактовая частота микропроцессора ИМ1821ВМ85А — 5 МГц. Теоретически может работать и на большей тактовой частоте. Микропроцессор имеет раздельные 16-разрядную шину адреса и 8-разрядную шину данных. 16-разрядная шина адреса обеспечивает прямую адресацию внешней памяти объёмом до 64 кбайт.
Арифметическо-логическое устройство

8-разрядное АЛУ выполняет все арифметические и логические операции, операции сдвига и управления предусмотренные системой команд.
Аккумулятор представляет собой 8-разрядный программно доступный регистр данных, взаимодействующий с блоком регистров и другими функциональными узлами микропроцессора, и предназначен для хранения результатов операций арифметико-логического устройства или данных при вводе-выводе и обмене с другими функциональными узлами микропроцессора.
Регистры

регистр временного хранения представляет собой 8-разрядный вспомогательный регистр и используется при выполнении некоторых команд только в течение времени исполнения этих команд, будучи недоступным для использования извне, помимо этих команд;
Программно доступный регистр признаков — предназначен для внутренней фиксации дополнительных характеристик результатов операций и состояний арифметико-логического устройства. В регистр входит 7 триггеров признаков:
- триггер знака (S);
- триггер переноса (CY);
- триггер вспомогательного переноса (АС);
- триггер нуля (Z);
- триггер чётности (Р);
- триггер переполнения (V);
- триггер вспомогательного знака (AS).

8-разрядный регистр команд используется для хранения выбранной команды для дешифратора команд и шифратора машинных циклов.
Дешифратор команд и шифратор машинных циклов осуществляет дешифрацию кодов команд поступающих из регистра команд, и производит установку счетчиков шифратора машинных циклов в соответствии с этими кодами.
Блок регистров